# Salia alopha
Salia alopha là một loài bướm đêm trong họ Noctuidae.